# Noppachai Klahan
Noppachai Klahan, né le 9 décembre 2000,, est un coureur cycliste thaïlandais. Il évolue au sein de l'équipe Thailand Continental.

## Biographie
En janvier 2023, il se distingue en devenant champion de Thaïlande sur route, devant quatre coéquipiers.

## Palmarès et résultats

### Palmarès par année
- 2022
  - 2e du championnat de Thaïlande du contre-la-montre espoirs
- 2023
  -  Champion de Thaïlande sur route
  - 2e étape du Tour de CMU
  - 2e du Tour de CMU
  - 3e du Masters Tour of Chiang Mai

### Classements mondiaux
| Année                                 | 2020  | 2021  | 2022  | 2023 | 2024  |
| ------------------------------------- | ----- | ----- | ----- | ---- | ----- |
| Classement mondial                    | 1038e | 1819e | 1749e | 650e | 1327e |
| UCI Asia Tour                         | 55e   | 119e  | 160e  | 39e  | 94e   |
|                                       |       |       |       |      |       |
| Légende : nc = non classéSource : UCI |       |       |       |      |       |